# Alessio Castro-Montes
Alessio Castro-Montes (ur. 17 maja 1997 w Sint-Truiden) – belgijski piłkarz grający na pozycji prawego obrońcy. Od 2019 jest piłkarzem klubu KAA Gent.

## Kariera piłkarska
Swoją karierę piłkarską Castro-Montes rozpoczynał w juniorach Gelmen VV. Następnie trenował w juniorach takich zespołów jak: Standard Liège i RSC Anderlecht. W 2015 roku awansował do kadry tego ostatniego i 7 maja 2016 zadebiutował w jego barwach w belgijskiej ekstraklasie w przegranym 0:3 domowym meczu z Royalem Charleroi. Był to zarazem jego jedyny mecz w zespole Sint-Truidense.
W 2017 roku Castro-Montes przeszedł do KAS Eupen. Zadebiutował w nim 12 sierpnia 2017 w przegranym 1:2 domowym spotkaniu z KV Kortrijk. W zespole Eupen występował przez dwa sezony.
1 lipca 2019 roku Castro-Montes został zawodnikiem KAA Gent, do którego przeszedł za kwotę 1,2 miliona euro. W klubie z Gandawy swój debiut zaliczył 28 lipca 2019 w zremisowanym 1:1 wyjazdowym meczu z Royalem Charleroi. W sezonie 2019/2020 wywalczył z Gent wicemistrzostwo Belgii.
| Sezon   | Klub              | Kraj   | Rozgrywki       | Mecze | Gole |
| ------- | ----------------- | ------ | --------------- | ----- | ---- |
| 2016/17 | Sint-Truidense VV | Belgia | Eerste klasse A | 1     | 0    |
| 2017/18 | Sint-Truidense VV | Belgia | Eerste klasse A | 0     | 0    |
| 2017/18 | KAS Eupen         | Belgia | Eerste klasse A | 14    | 0    |
| 2018/19 | KAS Eupen         | Belgia | Eerste klasse A | 22    | 2    |
| 2019/20 | KAA Gent          | Belgia | Eerste klasse A | 21    | 2    |
| 2020/21 | KAA Gent          | Belgia | Eerste klasse A | 37    | 7    |